# Lexington Avenue
Lexington Avenue (spesso abbreviata Lex) è un'arteria viaria in direzione nord-sud nell'East side del borough newyorkese di Manhattan.
Il traffico stradale scorre a senso unico verso sud dalla 131ma strada est a Gramercy Park alla 21ma strada est. Lungo i suoi 8,9 km e 110 isolati, Lexington Avenue attraversa Harlem, Carnegie Hill, l'Upper East Side, Midtown e Murray Hill al suo inizio a Gramercy Park, a sud del quale l'asse stradale continua col nome di Irving Place fino alla 14ma strada est.